# Hayley Carterová
Hayley Carterová (* 17. května 1995 Chattanooga, Tennessee) je americká profesionální tenistka, deblová specialistka. Ve své dosavadní kariéře na okruhu WTA Tour vyhrála dva deblové turnaje. V rámci okruhu ITF získala devět titulů ve čtyřhře.
Na žebříčku WTA byla ve dvouhře nejvýše klasifikována v červenci 2019 na 438. místě a ve čtyřhře pak v červnu 2021 na 25. místě. Trénuje ji Brian Kalbas.

## Soukromý život
Narodila se roku 1995 v tennesseeské Chattanooze. Tenis začala hrát v šesti letech. Do Hilton Head Island v Jižní Karolíně se s rodiči přestěhovala v jedenácti letech a začala trénovat v místní akademii Smithe Stearna. Stala se držitelkou rekordních čtrnácti titulů z jihokarolínských tenisových mistrovství. Na University of North Carolina studovala ekonomiku a informační systémy. Čtyři roky reprezentovala univerzitní tým Tar Heels, kde vytvořila historický rekord 168 vítězných dvouher v Atlantické pobřežní konferenci.

## Tenisová kariéra
V rámci hlavních soutěží událostí okruhu ITF debutovala v březnu 2011 na turnaji v jihokarolínském Sumteru s dotací 10 tisíc dolarů. V semifinále podlehla krajance Alexis Kingové z páté světové stovky. Premiérový titul v této úrovni tenisu vybojovala během července 2014 v texaském Fort Worth, na turnaji s rozpočtem 10 tisíc dolarů. Ve finále čtyřhry přehrála s Indonésankou Stefanií Tanovou americkou dvojici Catherine Harrisonová a Mary Weatherholtová.
V kvalifikaci okruhu WTA Tour debutovala na dubnovém Family Circle Cupu 2011 v Charlestonu. Na úvod kvalifikace uhrála jen dva gemy na maďarskou tenistku a stou devátou hráčku žebříčku Melindu Czinkovou. Do premiérového finále túry WTA se probojovala s Japonkou Enou Šibaharaovou v bogotské čtyřhře Copa Colsanitas 2019. Závěrečný duel nezvládly proti australské dvojici Zoe Hivesová a Astra Sharmaová. Po boku stabilní brazilské spoluhráčky Luisy Stefaniové skončily jako poražené finalistky na Korea Open 2019 po nezvládnutém zápasu se španělsko-německou dvojici Lara Arruabarrenová a Tatjana Mariová. Až o týden později, na zářijovém Tashkent Open 2019, vybojovala se Stefaniovou premiérový titul. Ve finále zdolaly slovinsko-americké turnajové trojky Dalilu Jakupovićovou se Sabrinou Santamariovou. Druhý triumf přidaly po koronavirovém přerušení sezóny na lexingtonském Top Seed Open 2020, kde triumfovaly v klíčovém utkání proti česko-švýcarské dvojici Marie Bouzková a Jil Teichmannová. Bodový zisk ji poprvé posunul do elitní čtyřicítky deblového žebříčku.
Debut v hlavní soutěži nejvyšší grandslamové kategorie přišel v ženském deblu US Open 2019, když do soutěže s krajankou Usue Maitane Arconadovou obdržely divokou kartu. V úvodním kole však nenašly recept na ukrajinsko-americký pár Nadija Kičenoková  a Abigail Spearsová. Do čtvrtfinále čtyřhry US Open 2020 postoupila s Luisou Stefaniovou. V semifinále navazujícího Internazionali BNL d'Italia 2020 je s Brazilkou zastavil první světový pár Barbora Strýcová se Sie Šu-wej.
V sezóně 2022 na okruzích absentovala, když poslední turnaj odehrála na říjnovém BNP Paribas Open 2021 v Indian Wells.

## Finále na okruhu WTA Tour
| Legenda                                          |
| ------------------------------------------------ |
| D – dvouhra; Č – čtyřhra                         |
| Grand Slam (0)                                   |
| Turnaj mistryň (0)                               |
| Premier Mandatory & Premier 5 / WTA 1000 (0–1 Č) |
| Premier / WTA 500 (0–2 Č)                        |
| International / WTA 250 (2–3 Č)                  |

### Čtyřhra: 8 (2–6)
| Stav       | č. | datum          | turnaj                   | povrch | spoluhráčka      | soupeřky ve finále                       | výsledek              |
| ---------- | -- | -------------- | ------------------------ | ------ | ---------------- | ---------------------------------------- | --------------------- |
| Finalistka | 1. | 13. dubna 2019 | Bogotá, Kolumbie         | antuka | Ena Šibaharaová  | Zoe Hivesová Astra Sharmaová             | 1–6, 2–6              |
| Finalistka | 2. | 22. září 2019  | Soul, Jižní Korea        | tvrdý  | Luisa Stefaniová | Lara Arruabarrenová Tatjana Mariová      | 6–7(7–9), 6–3, [7–10] |
| Vítězka    | 1. | 28. září 2019  | Taškent, Uzbekistán      | tvrdý  | Luisa Stefaniová | Dalila Jakupovićová Sabrina Santamariová | 6–3, 7–6(7–4)         |
| Vítězka    | 2. | 16. srpna 2020 | Lexington, Spojené státy | tvrdý  | Luisa Stefaniová | Marie Bouzková Jil Teichmannová          | 6–1, 7–5              |
| Finalistka | 3. | 26. září 2020  | Štrasburk, Francie       | antuka | Luisa Stefaniová | Nicole Melicharová Demi Schuursová       | 4–6, 3–6              |
| Finalistka | 4. | 13. ledna 2021 | Abú Zabí, SAE            | tvrdý  | Luisa Stefaniová | Šúko Aojamová Ena Šibaharaová            | 6–7(5–7), 4–6         |
| Finalistka | 5. | 27. února 2021 | Adelaide, Austrálie      | tvrdý  | Luisa Stefaniová | Alexa Guarachiová Desirae Krawczyková    | 7–6(7–4), 4–6, [3–10] |
| Finalistka | 6. | 4. dubna 2021  | Miami, Spojené státy     | tvrdý  | Luisa Stefaniová | Šúko Aojamová Ena Šibaharaová            | 2–6, 5–7              |

## Finále série WTA 125
| Legenda                  |
| ------------------------ |
| D – dvouhra; Č – čtyřhra |
| WTA 125 (2–1 Č)          |

### Čtyřhra: 3 (2–1)
| Stav       | č. | datum          | turnaj                           | povrch | spoluhráčka      | soupeřky ve finále                        | výsledek              |
| ---------- | -- | -------------- | -------------------------------- | ------ | ---------------- | ----------------------------------------- | --------------------- |
| Vítězka    | 1. | 26. ledna 2019 | Newport Beach, Spojené státy     | tvrdý  | Ena Šibaharaová  | Taylor Townsendová Yanina Wickmayerová    | 6–3, 7–6(7–1)         |
| Vítězka    | 2. | 1. února 2020  | Newport Beach, Spojené státy (2) | tvrdý  | Luisa Stefaniová | Marie Benoîtová Jessika Ponchetová        | 6–1, 6–3              |
| Finalistka | 1. | květen 2021    | Saint-Malo, Francie              | antuka | Luisa Stefaniová | Kaitlyn Christianová Sabrina Santamariová | 6–7(4–7), 6–4, [5–10] |

## Finále na okruhu ITF
| Dotace turnajů okruhu ITF | Dotace turnajů okruhu ITF |
| ------------------------- | ------------------------- |
| 100 000 $ tournaments     | 80 000 $ tournaments      |
| 75 000 $ tournaments      | 60 000 $ tournaments      |
| 50 000 $ tournaments      | 25 000 $ tournaments      |
| 15 000 $ tournaments      | 10 000 $ tournaments      |

### Čtyřhra (9 titulů)
| Ř. | datum         | turnaj                         | povrch | spoluhráčka             | soupeřky ve finále                           | výsledek         |
| -- | ------------- | ------------------------------ | ------ | ----------------------- | -------------------------------------------- | ---------------- |
| 1. | červenec 2014 | Fort Worth, Spojené státy      | tvrdý  | Stefanie Tanová         | Catherine Harrisonová Mary Weatherholtová    | 6–3, 6–3         |
| 2. | červen 2018   | Baton Rouge, Spojené státy     | tvrdý  | Ena Šibaharaová         | Astra Sharmaová Gabriela Talabová            | 6–3, 6–4         |
| 3. | srpen 2018    | Lexington, Spojené státy       | tvrdý  | Ena Šibaharaová         | Sanaz Marandová Victoria Rodríguezová        | 6–3, 6–1         |
| 4. | říjen 2018    | Stockton, Spojené státy        | tvrdý  | Ena Šibaharaová         | Quinn Gleasonová Luisa Stefaniová            | 7–5, 5–7, [10–7] |
| 5. | únor 2019     | Rancho Santa Fe, Spojené státy | tvrdý  | Ena Šibaharaová         | Francesca Di Lorenzová Caty McNallyová       | 7–5, 6–2         |
| 6. | červen 2019   | Bethany Beach, Spojené státy   | antuka | Usue Maitane Arconadová | Dea Herdželašová Tereza Mihalíková           | 6–4, 6–4         |
| 7. | červen 2019   | Denver, Spojené státy          | tvrdý  | Vladica Babićová        | Brynn Borenová Gail Brodská                  | 6–2, 6–3         |
| 8. | červenec 2019 | Honolulu, Spojené státy        | tvrdý  | Jamie Loebová           | Usue Maitane Arconadová Caroline Dolehideová | 6–4, 6–4         |
| 9. | listopad 2019 | Colina, Chile                  | antuka | Luisa Stefaniová        | Anna Danilinová Conny Perrinová              | 5–7, 6–3, [10–6] |